# Kanciarz: Ukryta karta
Kanciarz: Ukryta karta (hangul: 타짜: 신의 손 Tajja: Sin-eui son, ang. Tazza: The Hidden Card) – południowokoreański film z 2014 roku. Został wyreżyserowany przez Kang Hyeong-cheol, scenariusz napisał Jo Sang-beom w oparciu o manhwę Tazza Huh Young-mana i Kim Se-yeong. W rolach głównych wystąpili Choi Seung-hyun, Shin Se-kyung, Kwak Do-won, Lee Ha-nui, Yoo Hae-jin i Kim Yoon-seok. Miał swoją premierę 3 września 2014 roku.
Film był dostępny za pośrednictwem platformy Netflix z napisami w różnych językach, w tym polskim.

## Obsada
- Choi Seung-hyun jako Ham Dae-gil
  - Jung Yun-seok jako młody Dae-gil
- Shin Se-kyung jako Heo Mi-na
- Kwak Do-won jako Jang Dong-sik
- Lee Ha-nui jako prezes Woo
- Yoo Hae-jin jako Ko Gwang-ryeol
- Kim Yoon-seok jako Agui
- Lee Geung-young jako Kko-jang
- Kim In-kwon jako Heo Gwang-chul, starszy brat Mi-na
- Oh Jung-se jako dyrektor Seo
- Park Hyo-joo jako Little Madam
- Go Soo-hee jako Madam Song
- Kim Joon-ho jako Yu-ryeong ("Ghost")
- Lee Dong-hwi jako Jjari ("Worth")
- Kim Won-hae jako artysta Jo
- Lee Jun-hyeok jako Benjie
- Kim Min-sang jako Dr Hwang
- Jo Kyung-hyun jako młody pan Kim
- Son Sang-gyeong jako Ojciec Jang
- Park Su-yeong jako Chang-sik
- Im Jung-eun jako matka Dae-gila
- Lee Dong-yong jako właściciel warsztatu samochodowego
- Ha Seong-gwang jako The Dark Knight of Ansan
- Song Jae-ryong
- Kim Dae-myung jako właściciel hallu bilardowego
- Yoon Kyeong-ho jako hazardzista
- Nicky Lee jako Ppappa
- Bae Yu-ram jako "Halibut"
- Ahn Jae-hong jako Woon-do
- Jung Da-won jako Joong-ki
- Cha Seung-ho jako przekupiony detektyw
- Kwak Soo-jung jako żona właściciela warsztatu
- Han Joon-woo jako reporter
- Lee Joon-ik (cameo)
- Oh Yeon-soo (cameo)
- Yeo Jin-goo (cameo)
- Cha Tae-hyun (cameo)

## Nagrody i nominacje
| Rok  | Ceremonia                    | Nagroda                        | Nominowany             | Wynik     |
| ---- | ---------------------------- | ------------------------------ | ---------------------- | --------- |
| 2014 | 51. Grand Bell Awards        | Najlepszy reżyser              | Kang Hyeong-cheol      | Nominacja |
| 2014 | 51. Grand Bell Awards        | Najlepsza nowa aktorka         | Lee Ha-nui             | Nominacja |
| 2014 | 51. Grand Bell Awards        | Najlepsza muzyka               | Kim Jun-seok           | Nominacja |
| 2014 | 35. Blue Dragon Film Awards  | Najlepsza aktorka drugoplanowa | Lee Ha-nui             | Nominacja |
| 2014 | 35. Blue Dragon Film Awards  | Najlepszy montaż               | Nam Na-yeong           | Nominacja |
| 2014 | 35. Blue Dragon Film Awards  | Najlepsza muzyka               | Kim Jun-seok           | Nominacja |
| 2014 | 35. Blue Dragon Film Awards  | Popular Star Award             | Shin Se-kyung          | Wygrana   |
| 2015 | 51. Baeksang Arts Awards     | Najlepsza nowa aktorka (film)  | Lee Ha-nui             | Nominacja |
| 2016 | 4th Annual DramaFever Awards | Best Feature Film              | Kanciarz: Ukryta karta | Wygrana   |